# 통영 삼덕리 마을제당
통영 삼덕리 마을제당(統營 三德里 마을祭堂)은 대한민국 경상남도 통영시 산양읍에 있는 조선시대에 만들어진, 신을 모셔놓고 위하는 집(당집)과 여러 개의 신이 있다고 믿고 섬기는 대상물(당산)로 구성되어 있다. 1968년 11월 23일 대한민국의 국가민속문화재 제9호로 지정되었다.

## 개요
제당은 마을의 신앙의식을 행하는 곳이다. 인간의 일상생활과는 엄격하게 구분되는 성지의 일종으로 이곳에서 마을을 축원하는 제사를 지낸다.
장군봉과 마을 입구에 넓게 분포하는 삼덕리부락제당은 신을 모셔놓고 위하는 집(당집)과 여러 개의 신이 있다고 믿고 섬기는 대상물(당산)로 구성된다. 장군당 안의 장군신도(將軍神圖)와 2개의 목마 중 큰 목마, 원항마을 입구의 돌장승이 국가민속문화재로 지정되어 있다. 그밖에도 천제당과 당산나무 10여 그루, 나머지 돌장승 2쌍이 이곳의 동제당이다.
장군봉 정상에 위치한 장군당과 천제당은 각각 장군신과 천신을 모신 곳으로서 규모가 작고 조촐한 건물이다. 장군신화는 장군당 내부에 걸려있는 그림으로 갑옷과 투구로 무장한 장군의 단호함이 잘 표현되었다. 이 앞에는 목마 한 쌍이 나란히 세워져 있는데 큰 것은 원래의 철마를 도둑맞은 후 1940년경 새로 만들어진 것이고, 작은 것은 근처에 살던 일본인이 기증한 것이다. 장승은 대청·관유·원항마을 입구에 남녀 한 쌍으로 세워졌다. 관유마을의 것만 나무로 만든 목장승이고 나머지는 돌로 만든 석장승이다.
이 마을의 동제는 설날 첫새벽에 시작되어 며칠에 걸쳐 진행되는데 마을 공동으로 제사비용을 추렴하고 정성스레 음식을 준비한다. 마을에서 선출된 대표가 제관이 되어 몸과 마음을 깨끗이 한 후 제사를 주관한다. 천제당에서 천제를 지내고 장군당에서 장군제와 용마제를 지낸 다음 산기슭 바위에서 잡신제를 지낸다. 이때쯤 각 가정에서는 조상제를 지낸 후 장승 앞에서 벅수제를 지낸다. 그리고 원항마을 당산에서 당산제를 지내며 어로의 무사고를 기원하는 별신제를 지낸 후 주민 모두가 어우러지는 풍물놀이를 끝으로 이 의례는 막을 내린다. 마을 전체를 위한 제사이고 마을의 구성원을 하나로 단결시키는 기능을 겸하고 있다는 점에서 의미가 깊다.
주민 전체가 참여하는 동제가 잘 보존되어있고 다양한 신앙 대상물이 공존하고있어 주목되는 이곳은 민간신앙, 마을신앙을 이해하는데 귀중한 자료이다.

## 참고 도서
- 문화재청, 《통영 삼덕리 마을제당·인왕산 국사당 보관됨 2016-08-27 - 웨이백 머신》, 한국의 신앙건축 기록화 보고서 (한국의 당집), 2016-03-07

## 참고 자료
- 통영 삼덕리 마을제당 - 국가유산청 국가유산포털